# Tyler Smith
Tyler Smith (Nova Orleães, 2 de novembro de 2004) é um jogador norte-americano de de basquete profissional que atualmente joga no Milwaukee Bucks da National Basketball Association (NBA). Anteriormente, ele jogou pelo NBA G League Ignite da G-League e foi selecionado pelos Bucks como a 33º escolha geral no draft da NBA de 2024.

## Início da vida e carreira no ensino médio
Smith nasceu em Nova Orleans, Louisiana, e se mudou com sua família para Houston, Texas, depois que eles foram desalojados pelo furacão Katrina em 2005. Smith estudou na George Bush High School.
Smith foi um recruta de cinco estrelas e um dos melhores jogadores da classe de 2023, classificado em 8º pela ESPN, 15º pela 247 e 18º pela Rivals antes de deixar a escola para OTE de acordo com os principais serviços de recrutamento. Ele teve ofertas de bolsas de estudo de Kansas, Baylor, Texas, Florida State, Oklahoma e LSU, entre outros.

## Carreira profissional

### Overtime Elite (2021–2023)
Smith optou por não seguir carreira universitária e assinou um contrato de dois anos com a Overtime Elite (OTE), uma nova liga profissional sediada em Atlanta com jogadores entre 16 e 20 anos, em 22 de agosto de 2021. Em sua segunda temporada, ele jogou pelo Cold Hearts e foi nomeado para a Segunda-Equipe da OTE após ter médias de 15,7 pontos, oito rebotes, 1,9 roubos de bola e 1,3 bloqueios.

### NBA G League Ignite (2023–2024)
Smith assinou com a NBA G League Ignite da G-League em 30 de junho de 2023.

### Milwaukee Bucks / Wisconsin Herd (2024–Presente)
Smith foi selecionado pelo Milwaukee Bucks como a 33ª escolha geral no draft da NBA de 2024 e em 5 de julho, ele assinou um contrato de 4 anos e US$7.9 milhões com eles.
Em 23 de outubro de 2024, Smith fez sua estreia na NBA em uma vitória de 124–109 sobre o Philadelphia 76ers.

## Prêmios e homenagens
NBA
- Campeão da Copa da NBA: 2024

## Links externos
- Perfil Elite Overtime
- Perfil da G-League